# Rio Branco do Ivaí
Rio Branco do Ivaí è un comune del Brasile nello Stato del Paraná, parte della mesoregione del Norte Central Paranaense e della microregione di Ivaiporã.